# Francesco Giacinto di Savoia
Francesco Giacinto di Savoia (Torino, 14 settembre 1632 – Torino, 4 ottobre 1638) fu duca di Savoia e sovrano dello Stato sabaudo dal 1637 al 1638. Fu anche re titolare di Cipro e Gerusalemme.

## Biografia

### Infanzia e reggenza

Vittorio Amedeo I di Savoia in un ritratto settecentesco, Reggia di Venaria Reale

Francesco Giacinto di Savoia, secondo figlio di Vittorio Amedeo I di Savoia, non ebbe mai veramente l'opportunità di regnare: la madre, Maria Cristina di Borbone-Francia  (o Madame Royale), manteneva infatti la reggenza sul Piemonte data la giovane età del duca (quando il padre si spense, Francesco Giacinto aveva solo cinque anni).
Gli Stati sabaudi erano allora campo di battaglia tra la Francia e la Spagna: imperversava la guerra dei trent'anni. Maria Cristina si appoggiò alla corona francese, anche sotto pressione del cardinale Richelieu esercitate tramite il suo ministro Michel Particelli d'Héméry. Le truppe francesi, comunque, si rivelarono presto insufficienti per salvare la città di Vercelli, assediata dalle truppe spagnole di stanza nel milanese, che fu costretta a capitolare.

### Ultimi tempi e morte

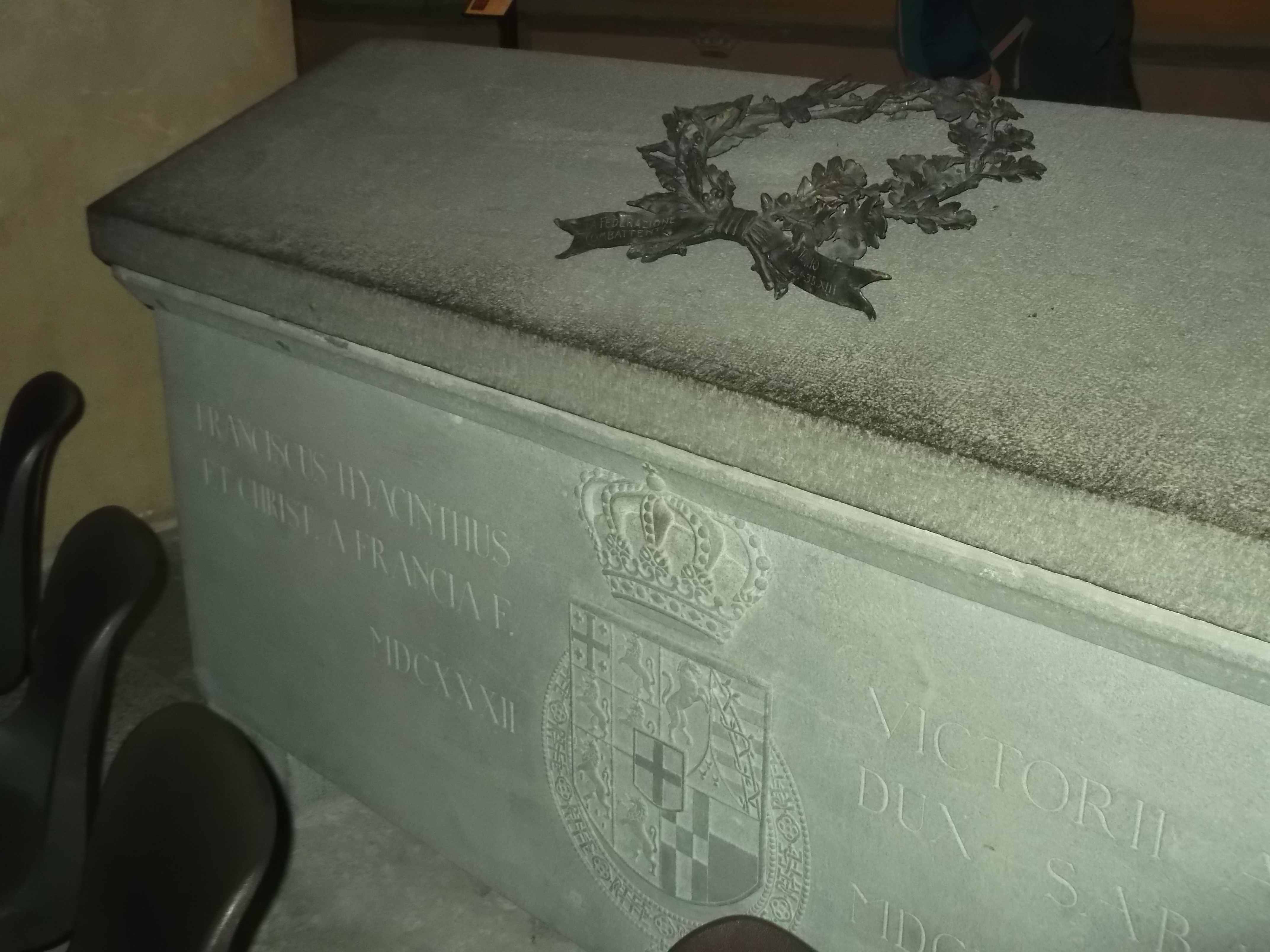
La tomba di Francesco Giacinto alla Sacra di San Michele

Francesco Giacinto, nominato Principe di Piemonte, in quegli anni travagliati risiedeva al castello del Valentino. Di salute cagionevole, poté mantenere questo titolo appena undici mesi. Il 14 settembre 1638 il duca bambino si metteva a letto colto da un improvviso attacco di febbre. Il 4 ottobre vi fu l'ultima visita medica: Cristina ordinò di convocare il consiglio dei grandi della corona, ma quando questi giunsero, Francesco Giacinto era già morto. La necroscopia constatò che:
Francesco Giacinto si era spento alle tre di notte. Il giorno seguente, su una lettiga bianca, il corpo dell'erede di Savoia venne trasportato nel Duomo di Torino per i funerali. I suoi ultimi atti sono stati annotati da Luigi Cibrario:
Moribondo, si fece dare il crocifisso: dopo d'averlo baciato finì la vita con queste parole: «Or sono contento di morire». Durante la malattia fu cresimato dal nunzio Gaffarelli, e gli fu recata a baciare l'insigne reliquia della SS. Sindone dall'abate Scoto, primo elemosiniere, accompagnato dal nunzio e dall'arcivescovo.»
(Storia di Torino, 1846)
Dal 1836 la salma è tumulata alla Sacra di San Michele, dove oggi riposa in pace nel sarcofago in pietra al centro del Coro vecchio della Chiesa.

## Ascendenza
|                                   |                    |                            | Genitori               |  |  | Nonni |  |  | Bisnonni                       |  |  | Trisnonni           |  |
|                                   |                    |                            |                        |  |  |       |  |  | Emanuele Filiberto I di Savoia |  |  | Carlo III di Savoia |  |
|                                   |                    |                            |                        |  |  |       |  |  | Emanuele Filiberto I di Savoia |  |  | Carlo III di Savoia |  |
|                                   |                    | Beatrice di Portogallo     |                        |  |  |       |  |  | Emanuele Filiberto I di Savoia |  |  |                     |  |
| Carlo Emanuele I di Savoia        |                    |                            |                        |  |  |       |  |  | Emanuele Filiberto I di Savoia |  |  |                     |  |
|                                   |                    | Margherita di Francia      | Francesco I di Francia |  |  |       |  |  |                                |  |  |                     |  |
|                                   |                    | Margherita di Francia      | Francesco I di Francia |  |  |       |  |  |                                |  |  |                     |  |
|                                   |                    | Margherita di Francia      | Claudia di Francia     |  |  |       |  |  |                                |  |  |                     |  |
| Vittorio Amedeo I di Savoia       |                    | Margherita di Francia      |                        |  |  |       |  |  |                                |  |  |                     |  |
|                                   |                    | Filippo II di Spagna       | Carlo V d'Asburgo      |  |  |       |  |  |                                |  |  |                     |  |
|                                   |                    | Filippo II di Spagna       | Carlo V d'Asburgo      |  |  |       |  |  |                                |  |  |                     |  |
|                                   |                    | Filippo II di Spagna       | Isabella di Portogallo |  |  |       |  |  |                                |  |  |                     |  |
| Caterina Michela d'Asburgo        |                    | Filippo II di Spagna       |                        |  |  |       |  |  |                                |  |  |                     |  |
|                                   |                    | Elisabetta di Valois       | Enrico II di Francia   |  |  |       |  |  |                                |  |  |                     |  |
|                                   |                    | Elisabetta di Valois       | Enrico II di Francia   |  |  |       |  |  |                                |  |  |                     |  |
|                                   |                    | Elisabetta di Valois       | Caterina de' Medici    |  |  |       |  |  |                                |  |  |                     |  |
| Francesco Giacinto di Savoia      |                    | Elisabetta di Valois       |                        |  |  |       |  |  |                                |  |  |                     |  |
|                                   | Antonio di Borbone | Carlo I di Borbone-Vendôme |                        |  |  |       |  |  |                                |  |  |                     |  |
|                                   | Antonio di Borbone | Carlo I di Borbone-Vendôme |                        |  |  |       |  |  |                                |  |  |                     |  |
|                                   | Antonio di Borbone | Francesca d'Alençon        |                        |  |  |       |  |  |                                |  |  |                     |  |
| Enrico IV di Francia              | Antonio di Borbone |                            |                        |  |  |       |  |  |                                |  |  |                     |  |
|                                   |                    | Giovanna III di Navarra    | Enrico II di Navarra   |  |  |       |  |  |                                |  |  |                     |  |
|                                   |                    | Giovanna III di Navarra    | Enrico II di Navarra   |  |  |       |  |  |                                |  |  |                     |  |
|                                   |                    | Giovanna III di Navarra    | Margherita di Francia  |  |  |       |  |  |                                |  |  |                     |  |
| Maria Cristina di Borbone-Francia |                    | Giovanna III di Navarra    |                        |  |  |       |  |  |                                |  |  |                     |  |
|                                   |                    | Francesco I de' Medici     | Cosimo I de' Medici    |  |  |       |  |  |                                |  |  |                     |  |
|                                   |                    | Francesco I de' Medici     | Cosimo I de' Medici    |  |  |       |  |  |                                |  |  |                     |  |
|                                   |                    | Francesco I de' Medici     | Eleonora di Toledo     |  |  |       |  |  |                                |  |  |                     |  |
| Maria de' Medici                  |                    | Francesco I de' Medici     |                        |  |  |       |  |  |                                |  |  |                     |  |
|                                   |                    | Giovanna d'Austria         | Ferdinando I d'Asburgo |  |  |       |  |  |                                |  |  |                     |  |
|                                   |                    | Giovanna d'Austria         | Ferdinando I d'Asburgo |  |  |       |  |  |                                |  |  |                     |  |
|                                   |                    | Giovanna d'Austria         | Anna Jagellone         |  |  |       |  |  |                                |  |  |                     |  |
|                                   |                    | Giovanna d'Austria         |                        |  |  |       |  |  |                                |  |  |                     |  |